# Poškození rostlin chladem

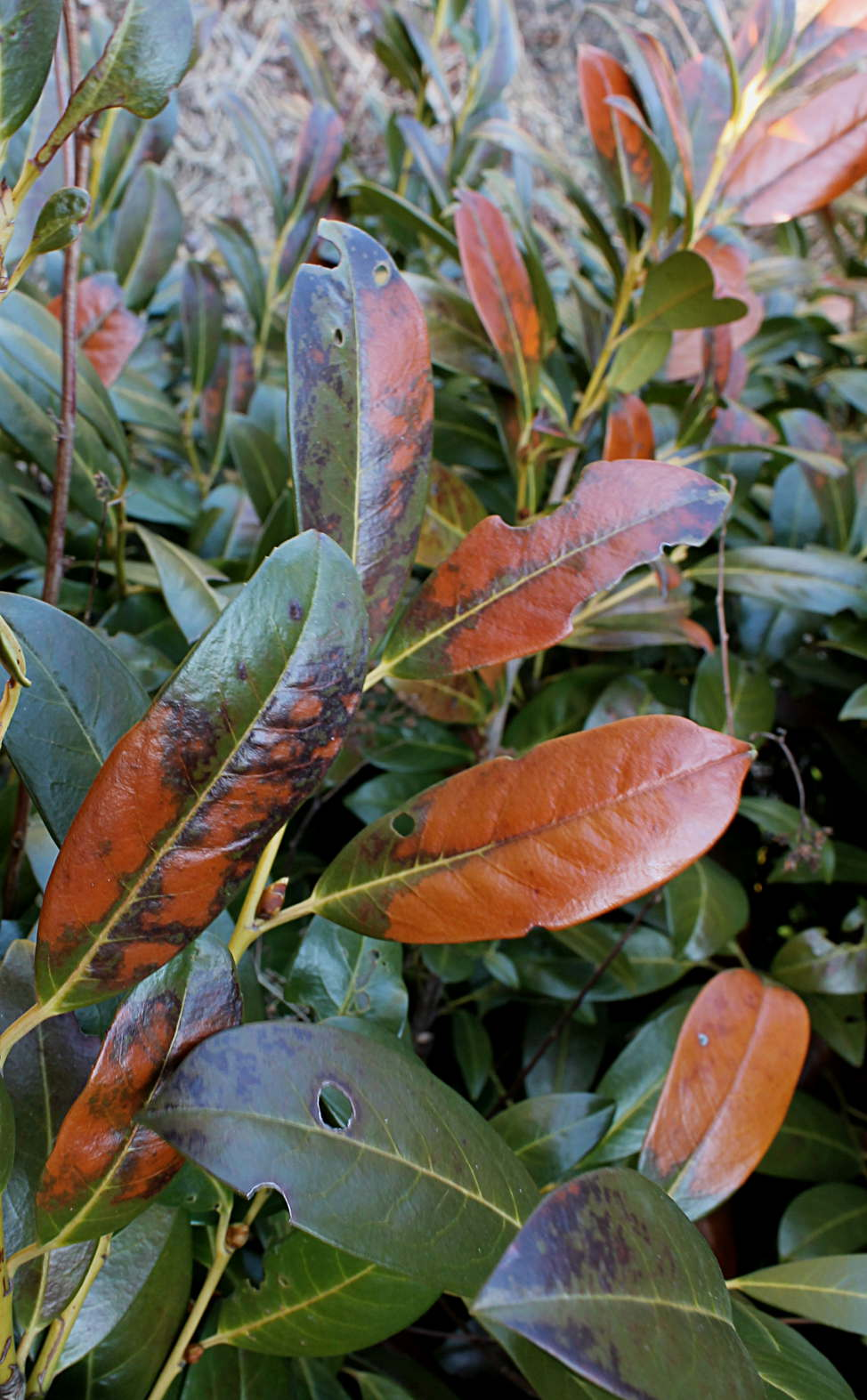
Bobkovišeň, poškození chladem.

Poškození rostlin chladem je fyziologické poškození rostlin způsobené nedostatkem tepla, nebo působením nízkých teplot na neotužilou rostlinu.
Poškozením rostlin vysokou teplotou, nadbytkem tepelné energie, je nazýváno poškození teplem. Nízkou teplotou mohou být poškozeny všechny druhy rostlin.
Stav kdy dojde k vystavení rostlin nízké teplotě pod kritickou hranici a dochází poškozování tkání nízkými teplotami (9 °C) je nazýváno chladové poruchy. Stav kdy dochází vlivem nízkých teplot k tvorbě ledu v tkáních a poškozování rostlin mrazem se nazývá mrazové poškození a poškození mrznutím. Citlivost rostlin k mrazu a chladu se může výrazně lišit.

## Popis okolností poškození

### Chladové poruchy
Při chladových poruchách jsou poškozeny fyzikálně chemické vlastnosti částí buněk, které se podílejí na základních životních funkcích organismu, k poruchám enzymů, narušení funkce membránových lipidů a narušení procesu vyzrávání tkání. Dochází k narušení rovnováhy příjmu vody a energetické bilance. S ohledem na zvýšení energetických nároků se zpomaluje fotosyntéza a zvyšuje intenzita dýchání. Zpomaluje se příjem vody a živin, zastavuje růst. Ve tkáních se vlivem změn biochemických procesů časem hromadí toxické látky - ethanol a acetaldehyd. Postupně dochází snížení turgoru a žloutnutí, poškozené tkáně později hnědnou a rostliny jsou náchylné k napadání patogeny. Chladové poruchy v době kvetení působí často vážné hospodářské škody poklesem kvality nebo výšky sklizně.

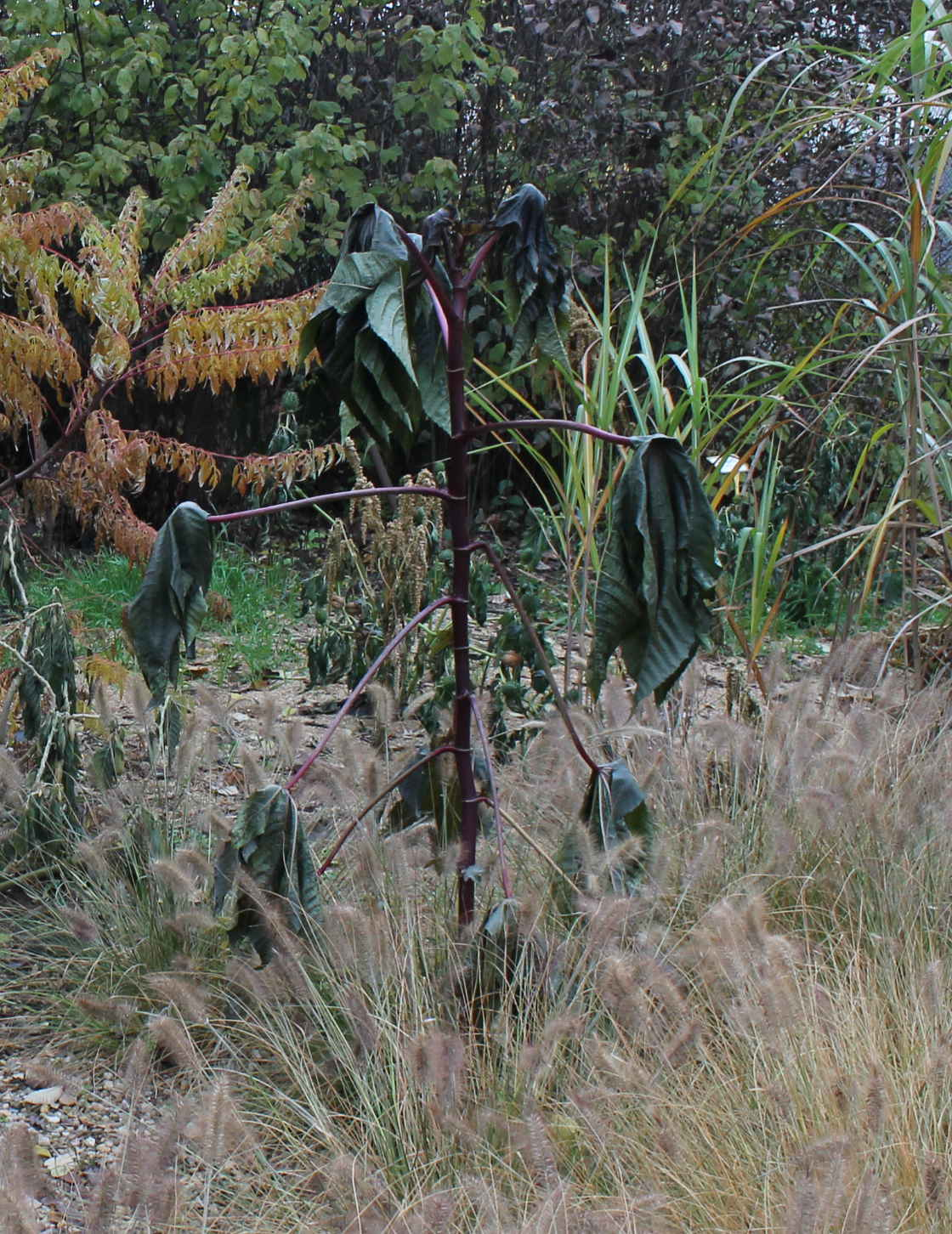
Ricinus communis

### Mrazové poškození
Při poškození mrazem dochází již k tvorbě ledu v buňkách za teploty pod bodem mrznutí vody. Jsou rozvráceny životní funkce a dochází k odumírání nadzemních orgánů vlivem fyzikálního poškození ledem a nedostatku vodu. Když množství zmrzlé vody překračuje 70- 90% nasycení buňky, dochází nevratnému poškození. Vznik vnitrobuněčného ledu u živých rostlin není častým jevem a vyskytuje se u neotužených rostlin, jde vždy o stav který vede k odumření rostliny.

### Vybíhání do květu
U některých rostlin dochází následkem období chladu k vybíhání rostlin do květu. Vybíhání do květu vlivem prodělaného období chladu (jarovizace) je časté u dvouletých rostlin, při teplotách 0-12 °C na jaře u mladých rostlin, například u brukvovitých, nebo z hospodářských rostlin je problémem především u salátu a cukrové řepy. Nízké teploty na rostliny ve fázi děložních listů nemají vliv. Vlivem vybíhání do květu se snižuje výnos.

### Fyziologické sucho
Příčinou úhynu rostliny může být také tzv. fyziologické sucho vlivem omezeného příjmu vody během extrémně teplých a slunečných zimních dní s vysokou transpirací nadzemní části a nedostatečného přijmu vody ze zmrzlé půdy. Tento jev je častější u jehličnanů, kde způsobuje fyziologickou sypavku.

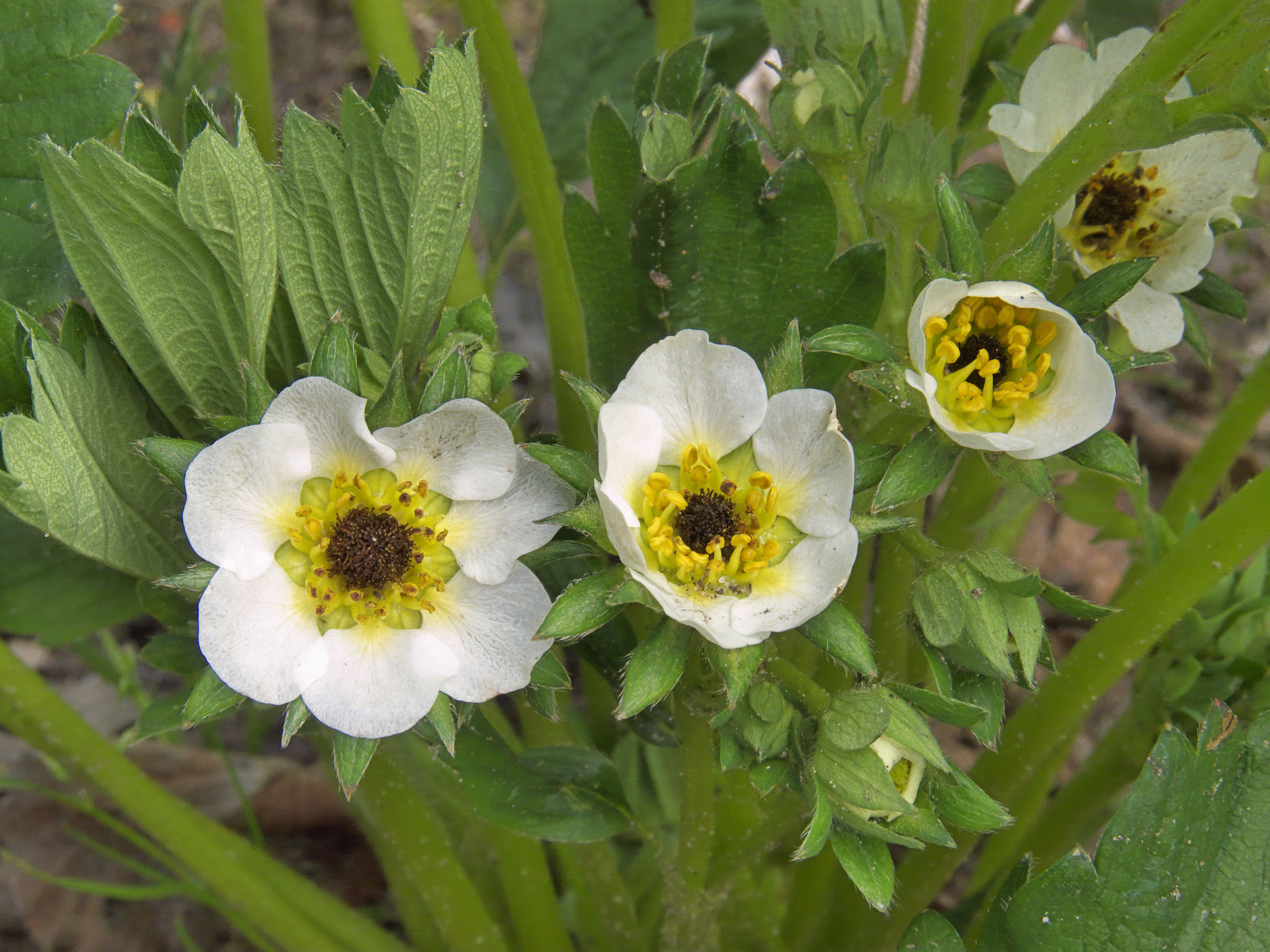
Jahodník, poškození chladem.

### Spoluúčast bakterií na poškození mrazem
Led se v tkáních rostlin netvoří bezprostředně po poklesu teplot na bod mrazu. Bakterie Pseudomonas syringae a Pantoea agglomerans se podílí na vytvoření krystalů ledu jako kondenzační jádra. Účast uvedených bakterií na tvorbě mrazových poškození je natolik významná že je vypracována metodika k potlačení výskytu uvedených bakterií na povrchu listů.

### Mrazové trhliny a poškození kmene
Vážná poškození kmene a větví vznikají vlivem nestejnosměrného smršťování pletiv kdy dochází vzniku trhlin. Hluboká a vážná poškození kmene mohou vznikat při oteplení části kmene sluncem a následném poklesu teplot, například u meruněk.

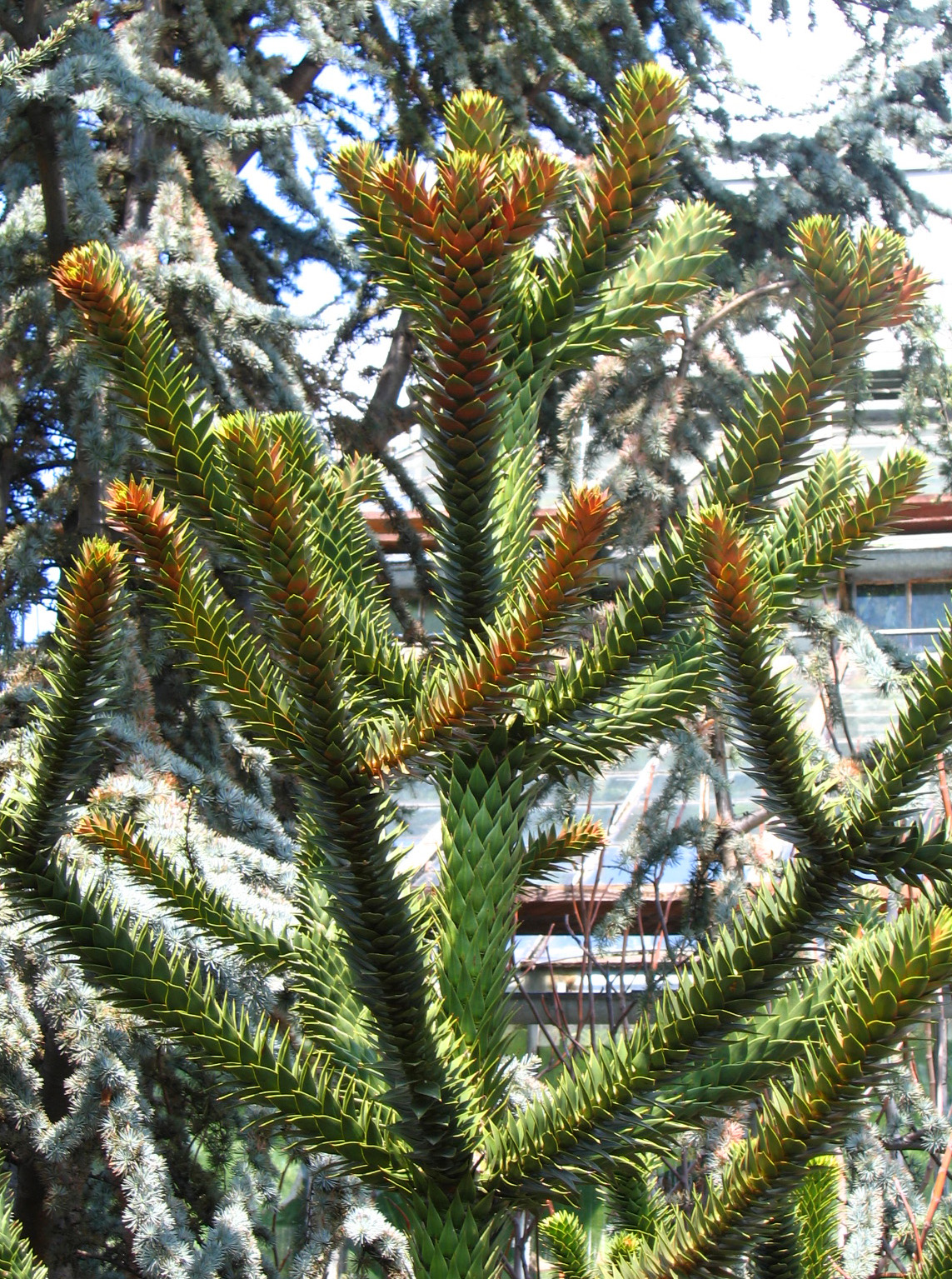
Araucaria araucana poškození chladem.

## Reakce rostlin na nízké teploty

### Chladuvzdornost a mrazuvzdornost
Rostliny jsou při postupném snižování teplot déle nebo do jisté míry odolávat nižším než optimálním teplotám. Schopnost je podmíněna odolností proti dehydrataci vlivem tvorby ledu. 

### Otužování
Otužování je proces zvykání jednoletých nebo vytrvalých rostlin na prostředí s nízkými teplotami, například při výsadbě rostlin z pařenišť na pole. Výsledkem otužování je jistá míra odolnosti, obvykle za cenu omezení růstu.

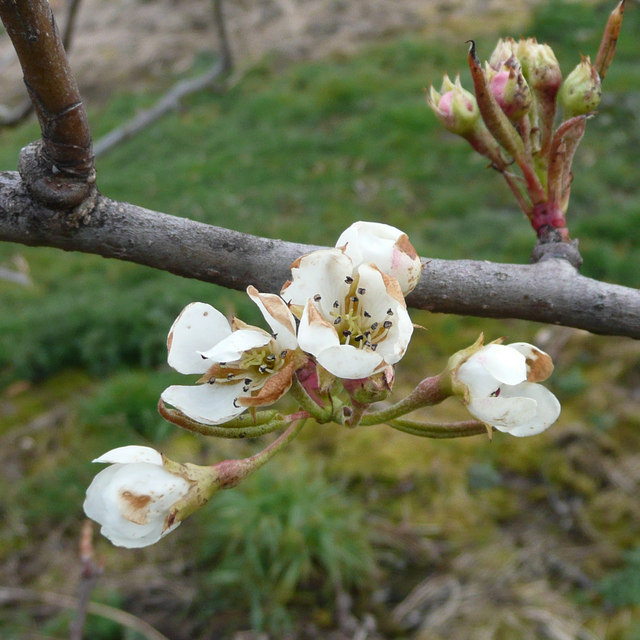
Květy hrušně poškozené chladem.

## Symptomy
Symptomy se projevují bezprostředně nebo po určité době jako následek narušení fyziologických pochodů.[2]
- změny zbarvení - vybělení, chloróza, průsvitnost, strakatost, skvrnitost listů
- zbělení osin nebo klasů
- deformace a růstové poruchy tkání
- retardace růstu a odumření růstového vrcholu
- jarovizace, uspíšení kvetení
- nerozvinutí květních pupenů
- sterilita květů nebo plodů (partenokarpické plody)
- rzivost slupky a nekrózy plodů ovocných dřevin
- poškození a opad orgánů rostlin, především květů a plodů
- zubovitost klasů
- vznik nekróz pletiv a mrazových trhlin na kmenech a větvích
- vadnutí, usychání, odumírání částí nebo celé rostliny

U jádrovin se projevuje poškození také kadeřením listových čepelí, u peckovin jsou symptomem bělavé nebo stříbřité puchýřky. U některých pokojových rostlin se projevuje reakce i na studenou vodu která dopadne na listy (africká fialka), tvoří se bělavé skvrny. Pro mrazová poškození je typické že epidermální vrstvu lze snadno oddělit nebo že listy černají.

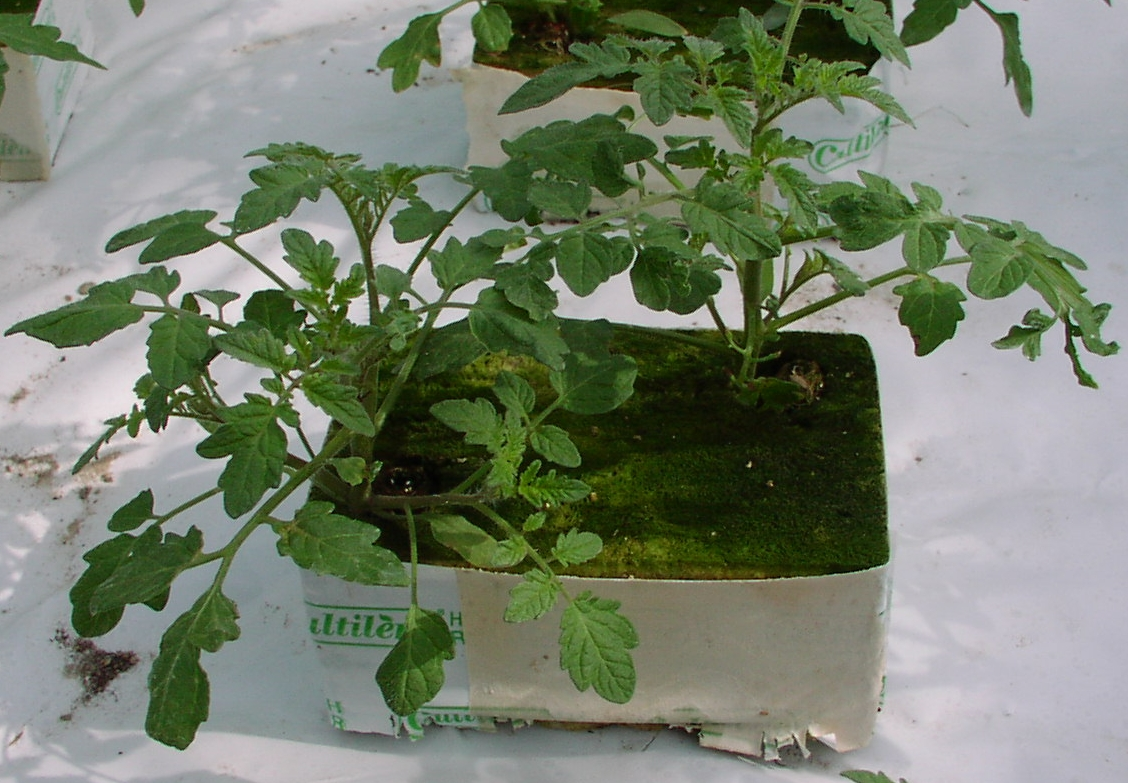
Zmnožení stonků po poškození vrcholu chladem.